# Вильдбах (приток Майна)
Вильдбах (нем. Wildbach) — река в Германии, протекает по земле Баден-Вюртемберг, левый приток Майна. Длина — 10,2 км.
Вильдбах берёт начало севернее поселения Вертхайм-Нассиг. Впадает в Майн западнее поселения Вертхайм-Мондфельд. Высота устья 131 м.
Название реки в переводе означает дикий ручей.